# Стенфордский кролик

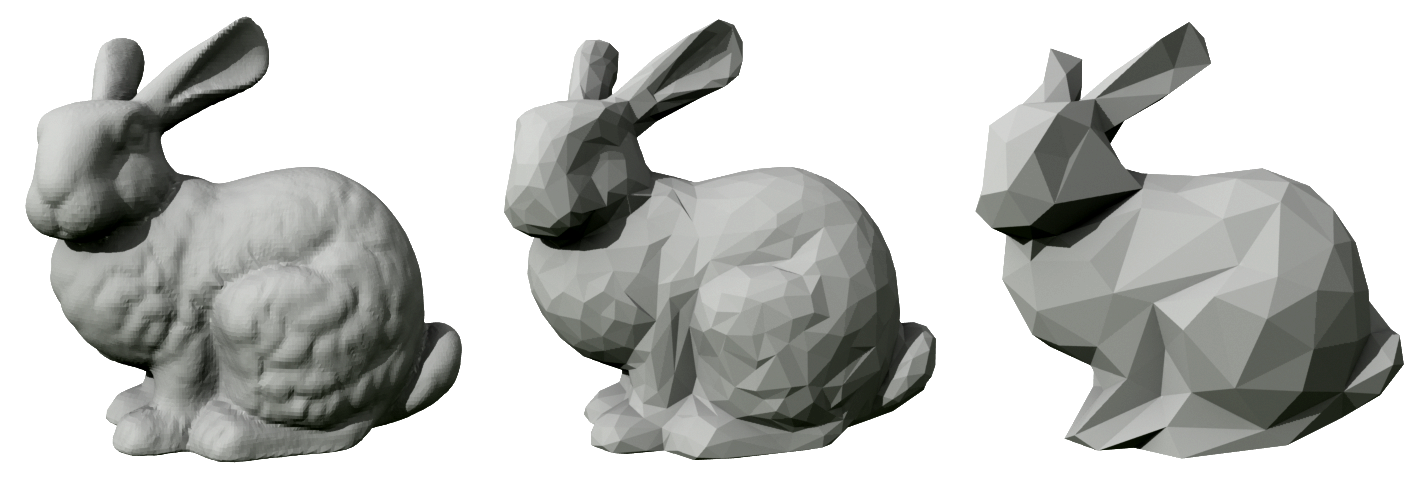
Полигональная модель с тремя различными уровнями детализации

Стенфордский кролик  — тестовая трехмерная полигональная модель, созданная Грегом Тёрком и Марком Левоем в Стенфордском университете в 1994 году.
Модель Кролик содержит данные о 69 451 треугольнике, полученном при 3D-сканировании керамической фигурки кролика. Данные могут быть использованы для тестирования различных алгоритмов компьютерной графики, включая уменьшение количества полигонов, сжатие данных и сглаживание поверхности. В настоящее время модель в смысле геометрической сложности считается простой. Существует несколько проблем, которые могут возникнуть при обработке данных 3D-сканирования — в частности, является ли заданная поверхность связным многообразием, и содержит ли «дырки» (которые могут получаться как из-за несовершенства сканирования, так и наличия реальных отверстий в модели). Модели, обладающие такими «проблемами», на самом деле позволяют лучше тестировать алгоритмы, для которых обычно используется кролик.
Оригинальная модель доступна в формате .ply с четырьмя различными уровнями детализации.